# Southampton (village, New York)
Pour les articles homonymes, voir Southampton (homonymie).
Ne doit pas être confondu avec Southampton (New York).
Southampton est un village du comté de Suffolk, dans l'État de New York, aux États-Unis,. En 2010, il compte une population de 3 109 habitants.

## Démographie
Lors du recensement de 2010, la ville comptait une population de 3 109 habitants, tandis qu'en 2019, elle est estimée à 3 307 habitants.